# Ніка Ракітіна
Ніка Ракітіна (біл. Ніка Ракіціна), справжнє ім'я Людмила Дмитрівна Богданова (біл. Людміла Дзмітрыеўна Багданава, 15 січня 1963, Гомель) — білоруська російськомовна письменниця-фантастка та поетеса.

## Біографія
Народилась Людмила Богданова в Гомелі в сім'ї педагогів. У 1980 році після закінчення школи вона вступила на філологічний факультет Гомельського державного університету. Після закінчення університету Людмила Богданова працювала вчителем російської і білоруської мови у школах Гомеля, а пізніше навчалась в аспірантурі Інституту літератури Академії наук Білорусі. У 90-х роках ХХ століття Богданова стала одним із засновників руху рольових ігор та історичної реконструкції в Гомелі. Ще в студентські роки розпочала публікуватися в місцевих виданнях. У 1998 році вийшла поетична збірка письменниці «Ворота в казку» (рос. Ворота в сказку) під її справжнім іменем. З 2002 року публікує фантастичні твори, першим опублікованим її фантастичним твором стало оповідання «Ліловий корабель» (біл. Ліловы карабель), один із небагатьох творів письменниці, опублікований білоруською мовою. У 2004—2007 роках з'явились низка фантастичних повістей і романів письменниці, опублікованих лише в Інтернеті, зокрема романи «Райдуга» (рос. Радуга) і «Крипт», та повісті «Арбалетники пані Іветти» (рос. Арбалетчики госпожи Иветты) і «Подорож королівни» (рос. Путешествие королевны).
У 2008 році вийшов друком роман Ніки Ракітіної «Гонитва», в якому дія відбувається в країні, подібній до Великого князівства Литовського, яка населена персонажами білоруської міфології. За цей роман письменниця отримала премію Єврокону за кращий дебютний твір, та стала першим громадянином Білорусі, хто отримав премію Єврокону. У 2011 році вийшов друком роман письменниці «Відьма» (рос. Ведьма), також заснований на образах білоруської міфології. У подальшому письменниця опублікувала низку фантастичних та фентезійних романів як у друкованому вигляді, так і у вигляді мережевих публікацій, частину в співавторстві з Наталією Медянською, Тетяною Кухтою та Світланою Крушиною.
Окрім літературної творчості Ніка Ракітіна працює над новелізацією комп'ютерних ігор. у 1994 році вона створила в Гомелі лицарський клуб. З 1998 року Ніка Ракітіна керує дитячим літературним об'єднанням «Н. Л.О.» (рос. Необыкновенное литературное общество) в Гомельському обласному палаці творчості дітей і молоді.

## Вибрана бібліографія

### Збірки
- 1998 — Ворота в сказку
- 2015 — Перстень для Гелены

### Романи
- 2008 — Гонитва
- 2011 — Ведьма
- 2015 — Дело о физруке-привидении
- 2017 — Сказание о Золотоглазой (у співавторстві з Тетяною Кухтою)
- 2018 — Колодец ангелов (у співавторстві з Наталією Медянською)

### Повісті
- 2005 — Мое королевство
- 2006 — Наўе
- 2015 — Вердийское пророчество
- 2016 — Молнии на клинках (у співавторстві з Тетяною Кухтою)
- 2016 — Серебряные Странники (у співавторстві з Тетяною Кухтою)
- 2016 — Мир для тусклой ведьмы
- 2018 — Дело о пестрой курочке

### Оповідання
- 2002 — Ліловы карабель
- 2004 — Рован
- 2004 — Рыбка
- 2004 — Черный танк с белым горностаем
- 2005 — Следы невиданных зверей
- 2006 — Жанна
- 2006 — Служба безопасности библиотеки
- 2006 — Дорогой сна
- 2006 — Сила воображения
- 2006 — Кощеева игла
- 2006 — Глядзець на вогнішча
- 2008 — Чем пахнет луна
- 2008 — Время отправления…
- 2008 — О вкусной и здоровой пище
- 2008 — Сразить дракона
- 2009 — Берегите лес от пожара
- 2012 — Пярсцёнак Гелены
- 2014 — Звезды не страшные
- 2015 — Служба доставки
- 2015 — Тень ангела из Домреми
- 2016 — Баллада крыльев